# Матроник, Ана
Ана Линч (англ. Ana Lynch), известная под своим сценическим именем Ана Матроник (англ. Ana Matronic) — американская певица, наиболее известная как солистка группы Scissor Sisters.

## Биография
Ана родилась в Портленде (штат Орегон, США). Её отец был арт-директором в биоинженерной компании, а мать — учительницей рисования и иконописцем. Они развелись, когда ей было три года, по причине его каминг-аута, и он переехал в Сан-Франциско. В дальнейшем её мать была замужем ещё раз и взяла фамилию отчима, Линч. Когда ей было 15 лет, она узнала, что у отца СПИД. Под рождество они приехали к нему, но он лёг в госпиталь с пневмонией, развившейся на фоне СПИДа, и умер вскоре после этого. Она долгое время скрывала, что у него был СПИД и что он был геем.
В дальнейшем она решила переехать в Сан-Франциско, чтобы лучше понять отца, где она тяготела к ЛГБТ-сообществу. Это означало для неё бросить аспирантуру и планы по становлению доктором наук по антропологии. Через три года после переезда в Сан-Франциско она переехала в Нью-Йорк и выступала там в кабаре. В 2000 году она познакомилась с членами будущей группы, в которую затем её пригласил Джейк.
В апреле 2010 года Ана вышла замуж за Сэта Кирби в ратуше Нью-Йорка. Перед этим они встречались с ним в течение семи лет.
4 апреля 2012 года BBC анонсировала, что Ана станет советником в новой британской версии программы The Voice, помогая Джесси Джей. 7 марта 2013 Ана заменила Сару Кокс в качестве комментатора полуфиналов Евровидения-2013.